# Schiffsklasse
Schiffsklasse bezeichnet in der Schifffahrt verschiedene Bereiche der systematischen Einordnung (Klassifikation) von See- und Binnenschiffen.
- Meist versteht man unter Schiffsklasse eine Gruppe von Schiffen, die zur selben Baureihe gehören und somit ein ähnliches Aussehen aufweisen. Dies geschieht zum Beispiel bei Reedereien oder Marinen, die eine Gruppe ähnlicher oder gleicher Schiffe in einer Klasse zusammenfassen.
- Schiffsklasse kann auch eine Einteilung von Schiffen mit ähnlichem Verwendungszweck oder vergleichbarer Größe gemeint sein. Insbesondere bei Containerschiffen sind die auf Wasserstraßen abgestimmten Schiffsgrößen sehr relevant.
- Eine weitere Bedeutung ist die Einordnung von Schiffen sowie die  Beurteilung ihres baulichen Zustands seitens einer Klassifikationsgesellschaft. Dieses lässt sich am ehesten mit den periodisch wiederkehrenden technischen Abnahmen von Kraftfahrzeugen an Land vergleichen.

Der Begriff Schiffsklasse ist grundsätzlich von dem des Schiffstyps (bzw. der Schiffsart oder Schiffsgattung) zu unterscheiden, der sich auf die Gleichartigkeit von Verwendungszweck, Antriebsart oder Ähnliches bezieht. Werften bezeichnen die von ihnen entwickelten Schiffsklassen in der Regel auch als „Typ“.

## Schiffsklasse im engeren Sinne
Eine Schiffsklasse stellt eine Gruppe von Schiffen dar, die zu derselben Baureihe gehören, somit in vielfacher Ausführung in gleichartiger Weise gefertigt wurden und daher ein nahezu identisches Aussehen aufweisen. Der Begriff der Klasse wird vor allem in Marinen verwendet. In der Handelsschifffahrt werden Schiffsklassen meist einer Anzahl vergleichbarer Schiffe einer Reederei zugeordnet. Dabei muss es sich aber nicht immer um Schiffe der gleichen Baureihe zu handeln.
In manchen Fällen werden Einheiten, die eine Modifikation der Ursprungsklasse darstellen, als eigene Klasse geführt, obwohl die äußeren Unterschiede sehr gering sein können. So wird die John F. Kennedy als eigene Klasse geführt, da die Unterschiede zur Kitty-Hawk-Klasse bei der internen Konfiguration sehr groß sind.
Auch die DGzRS gruppiert ihre Seenotkreuzer und Seenotrettungsboote in Schiffsklassen.

### Benennung
Es existieren in den verschiedenen Seestreitkräften der Welt unterschiedliche Namenskonventionen für Schiffsklassen. In vielen Fällen wird die Klasse nach dem Typschiff, also dem zuerst gebauten Exemplar der Baureihe, benannt (z. B. in den Vereinigten Staaten), meist jedoch auch nach dem Schiff, das zuerst in den aktiven Dienst ging. In manchen Marinen ist die Klasse nach dem jeweils ältesten Schiff der Klasse benannt, was nach einer eventuellen Außerdienststellung oder dem Verlust einer Einheit zur Umbenennung der ganzen Schiffsklasse führen kann.
Der Name einer Klasse kann auch unabhängig von den Einzelnamen der Schiffe sein. So wurde ein britischer Fregattentyp als Tribal-Klasse bezeichnet, weil die einzelnen Schiffe nach Volksstämmen (engl. tribe) benannt wurden. Die russische Kirow-Klasse behielt ihren Namen bei, obwohl die Kirow später in Admiral Uschakow umbenannt wurde.
Während des Kalten Krieges wurden sowjetische Schiffe mit NATO-Codenamen versehen, so erhielten die U-Boote der sowjetischen Akula-Klasse die Bezeichnung Typhoon-Klasse. Gleichzeitig erhielt eine andere sowjetische Klasse den NATO-Codenamen Akula.
In der Deutschen Marine werden Schiffsklassen intern mit einer Nummer bezeichnet. Wie zum Beispiel F124, während informell der Name des Typschiffs Sachsen ebenfalls die Klasse bezeichnet.

## Schiffsklasse im weiteren Sinne
Siehe: Schiffstyp.

## Schiffsklassifikation
Der Bewertungsvorgang eines Schiffes zur Einteilung in eine Schiffsklasse wird Klassifikation von Schiffen oder Schiffsklassifikation genannt. Er erfolgt durch sogenannte Klassifikationsgesellschaften. Dabei wird das Schiff technisch untersucht und sein baulicher Zustand sowie seine Tauglichkeit für den Transport bestimmter Güter oder für bestimmte Fahrten und Fahrtreviere bewertet. Das Ergebnis der Klassifikation wird in einem Klassifikationsattest festgehalten. Die Klassifikation von Seeschiffen ist Voraussetzung für die Zugehörigkeit zur Handelsmarine. Ein ordnungsgemäßes Klassifikationsattest ist außerdem Voraussetzung, um das Schiff und die Ladung zu versichern.
Die Klassifikationsgesellschaften haben für die verschiedenen Typen Kurzzeichen festgelegt. Das Klassezeichen ist die Zusammenstellung aus den Kurzzeichen der einzelnen Standards. Klassifikationsgesellschaften überprüfen in regelmäßigen Abständen, ob die Bedingungen, die zu einer bestimmten Klasse gehören, auch eingehalten werden. Bekannte
Klassifikationsgesellschaften sind beispielsweise:
- Germanischer Lloyd (GL, D),
- Bureau Veritas (BV, FR)
- Lloyd’s Register of Shipping (LR, GB)
- American Bureau of Shipping (ABS, US)
- Det Norske Veritas (DNV, N)

Es gibt eine Vielzahl von Klassenzeichen und Zusätzen. Ein typisches Beispiel ist GL + 100 A5; dies besagt, dass der Schiffskörper (also in aller Regel Schiffsrumpf und Decksaufbau) zu 100 % den Bauvorschriften des Germanischen Lloyd entsprechen, und dass diese Zertifizierung nach 5 Jahren erneuert werden muss.